# Andrea Solario

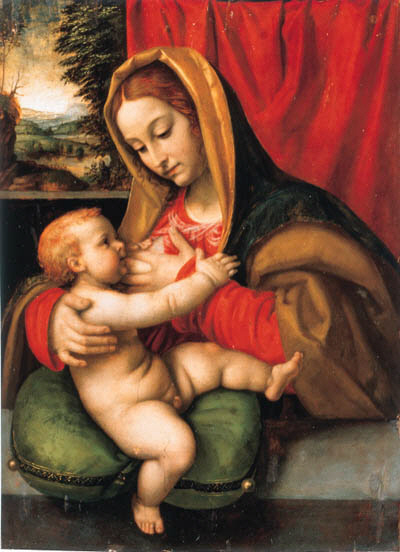
Pintura de Solario "Madonna i el nen".

Andrea Solario (Milà, ~1470 – 1524) va ser un pintor italià.
Era fill d'un tal Bartolo, segons algunes fonts, alguns, o de l'escultor Giovanni Solario da Carona segons altres, el seu oncle era Guiniforte Solari, que va ser director de les obres a la Cartoixa de Pavia, el Duomo i l'Hospital Major a Milà, l'altre oncle Francesco Solario, escultor, va participar activament a les drassanes. El seu germà va ser l'arquitecte i escultor Cristoforo Solario anomenat "el Geperut".

## Obres
Probablement estudiant de Leonardo da Vinci, Solario va realitzar una sèrie d'obres durant una estada juvenil a Venècia, incloent una Sagrada Família amb Sant Simeó (Milà, Pinacoteca de Brera) provinent de Murano (1495 aprox.) Va anar a Venècia probablement seguint les passe del seu germà Cristoforo Solario, un dels escultors més famosos de l'època. Al Museu Thyssen-Bornemisza de Madrid hi ha el seu "Retrat d'un jove" de 1490, oli sobre taula.
Un dels seus primers treballs, "el nen adormit" (punta metàl·lica, ploma i llapis, amb tons sèpia clars, 11,9 cm x 16,7) de la Galeria de l'Acadèmia de Venècia, està vinculat amb els èxits escultòrics del germà Cristoforo, amb qui va treballar amb freqüència. Demana el "Cupido dormint" de Miquel Àngel, potser Cristoforo va ser portat a tallar una obra de fama similar a la de Miquel Àngel. La fisonomia del nen és característica dels querubins dissenyades per Andrea.
A Venècia va estudiar les obres de Giovanni Bellini, Cima da Conegliano, Perugino i en particular d'Antonello da Messina, com és evident en els seus retrats del Museum of Fine Arts de Boston i a la National Gallery de Londres, en particular, el "Cavaller amb clavell". A la Pinacoteca de Brera es troba una Madonna e santi de 1495, que revela la influència d'Antonello. Un altre factor en el seu estil era el naturalisme de la pintura flamenca, visible a la reduïda especialitat dels seus paisatges. Es conserva un "Crist amb Monjo" seu al Museu Municipal de Brescia.
Al Museu Poldi Pezzoli de Milà es conserva un fragment del quadre amb la figura de Sant Joan Baptista, que porta la seva signatura i la data de 1499.
Al segle xvi, quan Milà va passar sota el control de la França de Lluís XII, Andrea, influenciat per la pintura d'Ambrogio Bergognone i els ensenyaments de Leonardo da Vinci va ser un dels artistes més admirats i va buscar els nous governants i, en particular el governador Carles II d'Amboise, a qui va realitzar un retrat, ara perdut, però conegut a través d'una còpia, no autografiada però de bona qualitat, que està exposat al Museu del Louvre, juntament amb una delicada Anunciació i un valuós enterrament.
En aquests anys realitzà algunes obres d'alta qualitat gràcies al seu aprenentatge venecià, que li donen una posició autònoma. Entre d'altres destaquen la "Crucifixió" i "El cap de Joan Baptista" (1503) tots dos actualment al Louvre; un conmovedor "Enterrament" ara dins la col·lecció de Samuel Kress a la National Gallery of Art a Washington DC i el "Retrat de Joan Cristoforo Longoni" a la National Gallery de Londres.
El governador Carles II d'Amboise de Chaumont era net del poderós cardenal Georges d'Amboise, el cardenal de Rouen, que el 1507, va cridar Solario a França per a decorar amb frescos -ara perduts- el seu castell Gaillon de Normandia. L'estada transalpina de l'artista probablement va durar fins al 1510, va ser en aquests anys quan l'artista va pintar el petit i famós "Madonna del cuscino verde", actualment al Louvre; el "Crist flagel·lat i coronat d'espines" "ara al Museu d'Art de Filadèlfia.
Després del seu retorn a Milà, Solario va anar a Roma i Nàpols el 1513, per tornar a casa el 1515, quan va pintar l'Ecce Homo, una "Mare de Déu amb el Nen" i el "Descans en la fugida a Egipte", els tres actualment al Museu Poldi Pezzoli, mentre que "Mare de Déu del clavell" es conserva a la Pinacoteca de Brera. Un altre dels seus "Ecce Homo" és a la Universitat d'Oxford dins de l'Ashmolean Museu. Va contactar, a continuació, amb la pintura del nord, especialment els flamencs. Destaquen dels darrers anys el "Retrat del canceller Morone" (Col·lecció Gallarati Scotti), el "Crist amb la creu" a la Galeria Borghese de Roma i la "La benedicció de Crist" ubicat al Metropolitan Museum of Art de Nova York, inspirat en el prototip de Bergognone pintat per a la sala capitular de Santa Maria della Passione a Milà.
A Alemanya, el tema de l'"Ecce homo" es troba al Museu der Bildenden Kunst de Leipzig, originalment un oli sobre tela passat a fusta el 1785 (64,5 x 44,7 cm). Un dels seus "Estudi de paisatge amb animals i figures" (ploma, tinta marró, 6,7 cm x 19,3) es troba a la Gallerie dell'Accademia de Venècia. Està catalogat com una peça llombarda de principis del segle xvi, l'actual assignació és de Cogliati Arano (1966), en virtut del gran interès mostrat pel paisatge per Solario, com ho demostra els indicis de la natura en el seu "Enterrament".
El seu últim treball, ubicada al nou altar de la sagristia de la Cartoixa de Pavia que va deixar sense acabar a la seva mort (1524). És un tríptic monumental amb l'Assumpció de la Verge Maria, inspirat en el retaule anàlog pintat per Bernardino Luini de l'Abadia de Bobbio, i completat només en l'últim quart del segle xvi per Bernardino Campi, que va fer el paisatge del panell central i dos parells de sants cartoixans de mig cos que ara està al Museu del Castello Sforzesco de Milà. El seu "Estudi per a una Assumpció" (ploma, tinta sípia i marró, 29 cm x 20,2) es pot veure a la Gallerie dell'Accademia de Venècia. Anteriorment havia estat atribuït a Marco d'Oggiono. És un treball preparatori per a la nova taula de l'altar de la sagristia de la Cartoixa de Pavia.

## Pintures
- "Retrat d'un jove", 1490 c., oli sobre taula, 31 x 28; cm Madrid, Museu Thyssen-Bornemisza.
- "Mare de Déu amb el Nen", 1495 c., oli sobre taula, 30, 5 x 27, cm, Milà, Museu Poldi Pezzoli.
- "Retrat d'un home amb la pell de color rosa", c. 1495, oli sobre taula, 50 x 39 cm Londres, National Gallery.
- "Crist carregant la creu i devot", c. 1495-1500, oli sobre tela, 34 x 26, cm, Brescia, Pinacoteca Tosi Martinengo.
- "Retrat d'home", 1500 c., oli sobre taula, 42 x 32 cm Milà, Pinacoteca de Brera.
- "Crist coronat d'espines", c. 1500-1505, oli sobre tela, 39 x 31, cm, Bergamo, Accademia Carrara.
- "Retrat de Giovanni Cristoforo Longoni", 1505, oli sobre taula, 79 x 60, 5; cm Londres, National Gallery.
- "Ecce Homo", 1505 - 1506 c., oli sobre taula, 43 x 33 cm; Milà, Museu Poldi Pezzoli.
- "Lamentació sobre Crist mort l'oli", c. 1505-1507, sobre tela, 168 x 152, cm, Washington, National Gallery.
- "Ecce Homo", c. 1505-1507, oli sobre taula, 57 x 44 cm, Oxford, Ashmolean Museum.
- "Retrat de Carles d'Amboise", 1507 c., oli sobre tela, 75 x 52, cm; París, Museu del Louvre.
- "Cap de Joan Baptista", 1507, oli sobre tela, 46 x 43 cm; París, Museu del Louvre.
- "Madonna del cuscino verde", c. 1507, oli sobre taula, 59 x 48 cm; París, Museu del Louvre.
- "Crist flagel·lat i coronat d'espines", 1509 c., oli sobre taula, 63 x 45 cm, Filadèlfia, Philadelphia Museum of Art.
- "Mare de Déu amb el Nen", c. 1509, oli sobre taula, 27, 2 x 27, 9, cm, Milà, Museu Poldi Pezzoli.
- "El músic del llaüt", 1510 c., oli sobre tela, 65 x 52, cm; Roma, Palazzo Barberini, Galleria Nazionale d'Arte Antica.
- "Sant Jeroni al desert", c. 1510-1515, oli sobre taula, 69 x 54,3; cm Durham PAÍS, Museu Bowes.
- "Sant Joan Baptista" i "Sant Antoni Abat", 1512, oli sobre tela, 16 x 13, cm cada un, Milà, Museu Poldi Pezzoli.
- "Descans en la fugida a Egipte", 1515, oli sobre tela, 76 x 55 cm Milà, Museu Poldi Pezzoli.
- "Salomé rep el cap de Joan Baptista", 1520 - 1524 c., oli sobre taula, 58, 5 x 57, 5; cm Viena, Kunsthistorisches Museum.
- "La benedicció de Crist", c. 1524, oli sobre tela, 203 x 130, cm, Nova York, Metropolitan Museum.